# Ołeksandr Nyczyporczuk
Ołeksandr Nyczyporczuk (ukr. Олександр Ничипорчук; ur. 14 kwietnia 1992) – ukraiński lekkoatleta specjalizujący się w rzucie oszczepem.
Finalista mistrzostw Europy juniorów z 2011. Nie awansował do finału podczas mistrzostw Europy w Helsinkach (2012). Reprezentant Ukrainy w pucharze Europy w rzutach.
Rekord życiowy: 81,99 (6 lipca 2019, Kijów).

## Osiągnięcia
| Rok  | Impreza                                 | Miejsce               | Lokata               | Wynik |
| ---- | --------------------------------------- | --------------------- | -------------------- | ----- |
| 2011 | Mistrzostwa Europy juniorów             | Tallinn               | 7. miejsce           | 75,28 |
| 2012 | Zimowy puchar Europy w rzutach          | Bar                   | 1. miejsce U23       | 76,23 |
| 2012 | Mistrzostwa Europy                      | Helsinki              | el. – 18. miejsce    | 74,91 |
| 2013 | Zimowy puchar Europy w rzutach          | Castellón de la Plana | 2. miejsce U23       | 75,93 |
| 2013 | Młodzieżowe mistrzostwa Europy          | Tampere               | el. – 14. miejsce    | 69,89 |
| 2014 | Mistrzostwa Europy                      | Zurych                | 10. miejsce          | 75,05 |
| 2015 | Zimowy puchar Europy w rzutach          | Leiria                | 7. miejsce           | 75,77 |
| 2015 | Uniwersjada                             | Gwangju               | 11. miejsce          | 74,30 |
| 2016 | Mistrzostwa Europy                      | Amsterdam             | el. – 29. miejsce    | 73,31 |
| 2017 | Puchar Europy w rzutach                 | Las Palmas            | 4. miejsce           | 77,35 |
| 2019 | Puchar Europy w rzutach                 | Šamorín               | 3. miejsce (grupa B) | 73,48 |
| 2019 | Superliga drużynowych mistrzostw Europy | Bydgoszcz             | 9. miejsce           | 72,43 |
| 2019 | Mistrzostwa świata                      | Doha                  | el. – 30. miejsce    | 72,75 |